# Mostek (anatomia)
Mostek (łac. sternum) – twór chrzęstny lub kostny, położony w części brzusznej, spotykany u kręgowców z wyjątkiem ryb. Jest elastycznie połączony z częścią żeber oraz obręczą barkową.
Mostek ogranicza klatkę piersiową od strony brzusznej. U płazów ogoniastych ma postać chrzęstnej płyty, u płazów bezogonowych występuje w postaci częściowo skostniałego pręta i składa się z dwóch elementów, które zrastają się z obręczą barkową. Żebra u nich nie sięgają mostka i brak u nich klatki piersiowej. U płazów i gadów beznogich mostek zanika, nie występuje również u żółwi. U pozostałych gadów mostek jest zazwyczaj chrzęstny o kształcie czworoboku lub okrągłej płyty.
U ptaków pojawia się mostek mocno skostniały. Jest duży i masywny, zwłaszcza u ptaków latających (ptaki grzebieniowe), u których dodatkowo pojawia się wyrostek zwany grzebieniem (carina sterni). U wszystkich czworonogów (prócz ssaków) mostek łączy się z obręczą barkową poprzez kości przedkrucze. U ssaków łączy się z obojczykami, a kości krucze i przedkrucze zanikają (wyjątek – stekowce). U ssaków mostek składa się ze skostniałych członów (sternebrae), które łączą się chrząstkozrostem, w miejsca te dołączają się żebra. Chrząstki żebrowe (cartilago costalis) są dopasowane do wcięć żebrowych (incisurae sternales). U pancerników człony te łączą się stawowo, dzięki czemu zwierzęta te mogą się zwijać. U nietoperzy na rękojeści występuje grzebień. U konia występuje przedłużenie chrząstki rękojeści mostka również nazywane grzebieniem mostka (crista sterni). U kopytnych mostek jest spłaszczony. U mięsożernych ma kształt cylindryczny. 

## Mostek człowieka
U człowieka mostek przyjmuje kształt nieparzystej i spłaszczonej kości. Łączy się z siedmioma, czasem ośmioma parami żeber. Składa się z trzech części: rękojeści, trzonu mostka i wyrostka mieczykowatego.